# Altres significatius
En la sociologia, el terme altres significatius fa referència a les persones amb qui, en els primers estadis de desenvolupament d'un infant, aquest tindrà relacions de dependència vitals i emotives i per això vincles estables i íntims, que marcaran la imatge que tindrà de si mateix i del món que l'envolta (principalment en la socialització primària i la resocialització, però també crearan els fonaments de la socialització secundària).
Els altres significatius, terme creat pel sociòleg, psicòleg i filòsof estatunidenc George H. Mead, són els encarregats de conferir de cultura i d'integrar i adaptar-hi l'individu, tant en el procés de la socialització primària, on són el primer i principal agent socialitzador i on exerceixen una influència que engloba la totalitat de la persona socialitzada, com en la resocialització, on es torna a establir un fort vincle emocional que permet una nova socialització sobre la personalitat ja formada.
En el procés de la socialització primària, es comencen a establir les primeres relacions, tant amb el mateix cos com amb l'ambient físic com amb els altres significatius, amb qui s'estableix una relació de dependència i uns vincles estables d'on dependrà el posterior desenvolupament de la persona i la imatge que es farà de si mateixa. En aquest procés, els altres significatius assumeixen la seva funció socialitzadora explícitament i implícitament, educant l'infant dins del conjunt de normes que regulen la vida social i introduint-lo al seu context cultural. Gràcies a ells, l'infant s'identifica i juga a imitar els rols d'aquests, ja que durant aquesta primera infància s'emmiralla i aprèn dels seus familiars i de les persones més properes.
La societat es pot definir com la pròpia experiència de l'ésser humà en les seves relacions amb el conjunt de persones i l'entorn on es desenvolupen les seves activitats. Per això, la societat viscuda per l'infant, l'única existent per a ell i on ocorre el primer procés de socialització de la seva vida, és la que conforma la seva relació amb aquestes persones més properes, en no haver descobert encara la societat, o el que Mead anomena l'altre generalitzat.
Amb la imitació dels rols de tots els altres significatius -com la família i l'escola- l'infant forma la seva identitat personal i descobreix que les normes apreses en el context immediat dels altres significatius són aplicables a la resta de les situacions socials, descobrint així l'altre generalitzat, la resta de la societat. Així, l'infant passarà gradualment d'unes relacions definides per la freqüència, la intimitat l'interès i l'afectivitat amb l'altre significatiu a unes relacions més pragmàtiques, funcionals i en les que no necessàriament hi haurà un lligam afectiu amb l'altre generalitzat.